# 레반테 UD 페메니노
레반테 우니온 데포르티바 페메니노(스페인어: Levante Unión Deportiva Femenino)는 발렌시아를 연고로 하는 스페인의 여자 축구 클럽이다. 현재 스페인의 여자 축구 리그인 리가 F에 참가하고 있다.
1993년에 산비센테 CFF(San Vicente CFF)라는 이름으로 창단했으며, 1998년에 레반테 UD가 구단을 인수하면서 현재의 이름으로 변경했다. 1997년부터 2008년까지 4차례의 리그 우승, 6차례의 컵 대회 우승을 경험했다.

## 성적
- 프리메라 디비시온 페메니나 4회 우승 (1997, 2001, 2002, 2008)
- 코파 데 라 레이나 6회 우승 (2000, 2001, 2002, 2004, 2005, 2007)
- 수페르코파 데 에스파냐 페메니나 2회 우승 (1997, 2000)